# Giro de Emilia 2018
La 101.ª edición de la clásica ciclista Giro de Emilia fue una carrera en Italia que se celebró el 6 de octubre de 2018 sobre un recorrido de 207,4 kilómetros con inicio en el municipio de Bolonia y final en el municipio de San Luca.
La carrera formó parte del UCI Europe Tour 2018, dentro de la categoría 1.HC, y fue ganada por el italiano Alessandro De Marchi del BMC Racing. El colombiano Rigoberto Urán del EF Education First-Drapac y el belga Dylan Teuns del BMC Racing completaron el podio como segundo y tercer clasificado respectivamente.

## Equipos participantes
Tomaron parte en la carrera 25 equipos: 13 de categoría UCI WorldTeam; 7 de categoría Profesional Continental; 4 de categoría Continental y la selección nacional de Italia. Formando así un pelotón de 172 ciclistas de los que acabaron 77. Los equipos participantes fueron:
| WorldTeams (13)- Groupama-FDJ - UAE Team Emirates - Bahrain-Merida - BMC Racing Team - Movistar Team - EF Education First-Drapac p/b Cannondale - Astana - Dimension Data - Mitchelton-Scott - Lotto NL-Jumbo - Sky - Trek-Segafredo - AG2R La Mondiale Equipos continentales profesionales (7)- Bardiani CSF - Androni Giocattoli-Sidermec - Wilier Triestina-Selle Italia - Nippo-Vini Fantini-Europa Ovini - Gazprom-RusVelo - Israel Cycling Academy - Caja Rural-Seguros RGA Equipos continentales (4)- Amore & Vita-Prodir - Sangemini-MG.Kvis - Biesse Carrera Gavardo - MsTina-Focus Equipo nacional- Italia |
| |

## Clasificación final
- Las clasificaciones finalizaron de la siguiente forma:[3]

| \| Clasificación general \| Clasificación general \| Clasificación general \| Clasificación general \| Clasificación general \| \| Ciclista \| Ciclista \| Equipo \| Tiempo \| \| \| --------------------- \| --------------------- \| ------------------------- \| --------------------- \| --------------------- \| \| 1.º \| Alessandro De Marchi \| BMC Racing Team \| 5 h 09 min 35 s \| \| \| 2.º \| Rigoberto Urán \| EF Education First-Drapac \| + 8 s \| \| \| 3.º \| Dylan Teuns \| BMC Racing Team \| + 9 s \| \| \| 4.º \| Michael Woods \| EF Education First-Drapac \| + 9 s \| \| \| 5.º \| Thibaut Pinot \| Groupama-FDJ \| + 13 s \| \| \| 6.º \| Romain Bardet \| AG2R La Mondiale \| + 13 s \| \| \| 7.º \| Primož Roglič \| LottoNL-Jumbo \| + 13 s \| \| \| 8.º \| Vincenzo Nibali \| Bahrain-Merida \| + 15 s \| \| \| 9.º \| Domenico Pozzovivo \| Bahrain-Merida \| + 18 s \| \| \| 10.º \| Sébastien Reichenbach \| Groupama-FDJ \| + 21 s \| \| |                       |                           |                 |
| |                       |                           |                 |
| Fuente: ProCyclingStats |                       |                           |                 |
| Clasificación general |                       |                           |                 |
| Ciclista | Ciclista              | Equipo                    | Tiempo          |
| 1.º | Alessandro De Marchi  | BMC Racing Team           | 5 h 09 min 35 s |
| 2.º | Rigoberto Urán        | EF Education First-Drapac | + 8 s           |
| 3.º | Dylan Teuns           | BMC Racing Team           | + 9 s           |
| 4.º | Michael Woods         | EF Education First-Drapac | + 9 s           |
| 5.º | Thibaut Pinot         | Groupama-FDJ              | + 13 s          |
| 6.º | Romain Bardet         | AG2R La Mondiale          | + 13 s          |
| 7.º | Primož Roglič         | LottoNL-Jumbo             | + 13 s          |
| 8.º | Vincenzo Nibali       | Bahrain-Merida            | + 15 s          |
| 9.º | Domenico Pozzovivo    | Bahrain-Merida            | + 18 s          |
| 10.º | Sébastien Reichenbach | Groupama-FDJ              | + 21 s          |

## UCI World Ranking
El Giro de Emilia otorga puntos para el UCI Europe Tour 2018 y el UCI World Ranking, este último para corredores de los equipos en las categorías UCI WorldTeam, Profesional Continental y Equipos Continentales. La siguiente tabla muestra el baremo de puntuación y los 10 corredores que obtuvieron más puntos:
| Posición              | 1.º | 2.º | 3.º | 4.º | 5.º | 6.º | 7.º | 8.º | 9.º | 10.º | 11.º | 12.º | 13.º | 14.º | 15.º | 16.º-30.º | 31.º-40.º |
| Clasificación general | 200 | 150 | 125 | 100 | 85  | 70  | 60  | 50  | 40  | 35   | 30   | 25   | 20   | 15   | 10   | 5         | 3         |

| 1.º  | Alessandro De Marchi  | BMC Racing                | 200 |
| 2.º  | Rigoberto Urán        | EF Education First-Drapac | 150 |
| 3.º  | Dylan Teuns           | BMC Racing                | 125 |
| 4.º  | Michael Woods         | EF Education First-Drapac | 100 |
| 5.º  | Thibaut Pinot         | Groupama-FDJ              | 85  |
| 6.º  | Romain Bardet         | Ag2r La Mondiale          | 70  |
| 7.º  | Primož Roglič         | LottoNL-Jumbo             | 60  |
| 8.º  | Vincenzo Nibali       | Bahrain Merida            | 50  |
| 9.º  | Domenico Pozzovivo    | Bahrain Merida            | 40  |
| 10.º | Sébastien Reichenbach | Groupama-FDJ              | 35  |